# エルランゲン・プログラム
エルランゲン・プログラム（独: Erlanger Programm、英: Erlangen program）とは、1872年フェリックス・クラインが23歳でエルランゲン大学の教授職に就く際、幾何学とは何か、どのように研究すべきものかを示した指針である。日本語ではエルランゲン(の)目録と表記される場合もある。 

## 概説
古代ギリシアにおいて「幾何学」といえばユークリッド幾何学の事であったが、数学の発展に伴い、様々な幾何学が登場した。その契機の一つは非ユークリッド幾何学の発見であり、双曲幾何学および楕円幾何学というユークリッド幾何学の平行線公理を満たさない新しい幾何学が提唱された。
この他にも遠近法の数学的な基盤として登場した射影幾何をはじめとして、アフィン幾何学（英: Affine geometry）、メビウス幾何学（英: Möbius geometry）、リー球面幾何学（英: Lie sphere geometry）、ラゲール幾何学（英: Laguerre geometry）などが登場した。
クラインのエルランゲン・プログラムは、ソフス・リーのTheorie der Transformationsgruppen（変換群の理論、今日で言うリー群の理論）に基づいて、こうした複数の幾何学を統一的な視点で扱うための綱領を提示する。今日の言葉で言えば、これは幾何学を等質空間とみなす、というものである。（なお古くは等質空間の事をクライン空間（英: Klein space）と呼んだ）。
すなわち、クラインの意味での幾何学とはリー群Gと、Gが推移的に作用する多様体Xとの組{\displaystyle (G,X)}の事である。クラインはGの事をhauptgruppe（chief group）と呼び、ハスケルはこれをprincipal groupと訳した。X上に一点xを取り、xの固定部分群を{\displaystyle H_{x}=\{h\in G\mid hx=x\}}とすると、{\displaystyle H_{gx}=g^{-1}Hg}とxによらずHxは同型であり、Xは
{\displaystyle [g]\in G/H\to gx\in X}
により自然に{\displaystyle G/H_{x}}と同型である。このため{\displaystyle (G,X)}のかわりにリー群Gとその閉部分リー群Hxの組{\displaystyle (G,H_{x})}の事をクラインの意味での幾何学と呼んでも良い。
具体例は以下の通りである：
| 幾何学             | X | G | H |
| ------------------ | --- | --- | --- |
| ユークリッド幾何学 | {\displaystyle \mathbb {E} ^{n}=\mathbb {R} ^{n}} | {\displaystyle \mathbb {E} ^{n}}上の等長変換群 {\displaystyle \mathrm {Isom} (\mathbb {E} ^{n})=\{f_{A,b}\mid A\in O(n),b\in \mathbb {R} ^{n}\}} ここで{\displaystyle O(n)}は直交群であり、{\displaystyle f_{A,b}(x)=Ax+b} | {\displaystyle O(n)}                                                                                             |
| 楕円幾何学         | {\displaystyle \mathbb {P} ^{n}=\mathbb {R} ^{n+1}/\sim }ここで{\displaystyle x\sim y\iff \exists k\in \mathbb {R} ~:~x=ky}                                     | {\displaystyle \mathbb {P} ^{n}}上の等長変換群 {\displaystyle \mathrm {Isom} (\mathbb {P} ^{n})=O(n+1)} | {\displaystyle \left\{{\begin{pmatrix}A&0\\0&1\end{pmatrix}}{\Bigg \|}A\in O(n)\right\}}                         |
| 双曲幾何学         | {\displaystyle \mathbb {H} ^{n}=\{x\in \mathbb {R} ^{n+1}\mid x_{1}{}^{2}+\cdots +x_{n}{}^{2}-x_{n+1}{}^{2}=1\}}ここで{\displaystyle x=(x_{1},\ldots ,x_{n+1})} | {\displaystyle \mathbb {H} ^{n}}上の等長変換群 {\displaystyle \mathrm {Isom} (\mathbb {H} ^{n})=O(n,1)} ここで{\displaystyle O(n,1)}はローレンツ群である。                                                                 | {\displaystyle \left\{{\begin{pmatrix}A&0\\0&1\end{pmatrix}}{\Bigg \|}A\in O(n)\right\}}                         |
| (実)射影幾何学     | {\displaystyle \mathbb {P} ^{n}=\mathbb {R} ^{n+1}/\sim }ここで{\displaystyle x\sim y\iff \exists k\in \mathbb {R} ~:~x=ky}                                     | 射影線型群{\displaystyle \mathrm {PGL} _{n+1}(\mathbb {R} )=\mathrm {GL} _{n+1}(\mathbb {R} )/\sim }ここで{\displaystyle A\sim B\iff \exists k\in \mathbb {R} ~:~A=kB}                                                     | {\displaystyle \left\{{\begin{pmatrix}*&0\\*&*\end{pmatrix}}\in \mathrm {GL} _{n+1}(\mathbb {R} )\right\}/\sim } |

クラインの幾何学では、{\displaystyle G}の作用に不変な性質を探る事が目的となる。例えばユークリッド幾何学では、等長変換に不変な性質、例えば三角形の合同、を研究する。

注意すべきは空間Xが同一でも、Gが異なれば別の幾何学とみなされる事である。例えばユークリッド空間{\displaystyle \mathbb {E} ^{n}}上にアフィン変換全体のなすリー群をGとして選んだアフィン幾何学や相似変換全体のなすリー群をGとして選んだ相似幾何学はユークリッド幾何学とは区別される。アフィン幾何学では、アフィン変換に不変な性質を探ることになるので、ユークリッド幾何学での研究対象であってもアフィン幾何学の研究対象ではないものが存在する。例えば前述した三角形の合同はアフィン変換に対して不変ではないので、アフィン幾何学の研究対象ではない。

## カルタンの幾何学
クラインの考え方は数学界に大きな影響を与え、当時乱立していた各種の幾何学を近代的な視点で再統一することに成功した。クラインの定義はその後数十年の間主流であり続けたが、ただベルンハルト・リーマンが創立したリーマン幾何学のみは等質空間とみなせず、したがってエルランゲン・プログラムでは捉えられなかった。
20世紀に入り、ヘルマン・ワイルの創出したアフィン接続を契機に、アンリ・カルタンらによってクラインの幾何学とリーマン幾何学を包括するカルタンの幾何学が提案された。
| ユークリッド幾何学 | 一般化 | クラインの幾何学 |
| ユークリッド幾何学 | →      | クラインの幾何学 |
| ユークリッド幾何学 |        | クラインの幾何学 |
| ↓一般化            |        | ↓一般化          |
| リーマン幾何学     | 一般化 | カルタンの幾何学 |
| リーマン幾何学     | →      | カルタンの幾何学 |
| リーマン幾何学     |        | カルタンの幾何学 |

リーマン幾何学が、多様体Mの各点の接ベクトル空間を計量ベクトル空間とみなすように、カルタンの幾何学では、Mの各点の接ベクトル空間を{\displaystyle {\mathfrak {g}}/{\mathfrak {h}}}とみなす。ここで{\displaystyle {\mathfrak {g}}}、{\displaystyle {\mathfrak {h}}}はそれぞれ、クラインの意味の幾何学{\displaystyle (G,H)}を構成するリー群G、Hのリー代数である。

## サーストンの幾何学
サーストンは自身の幾何学化予想を定式化する際、新たな幾何学の概念を定式化した。サーストンの意味の幾何学は、リーマン多様体上のクラインの意味での幾何学であり、群作用がリーマン計量と両立し、しかもある種の極大性をみたすものとして定式化される。

3次元空間には8種類の幾何学が存在し、3次元多様体を適切に分解したものには必ずこの8つの幾何学のいずれかが入る、というのが幾何学化予想で、ペレルマンにより解決された。